# 拉绍赛尔
拉绍赛尔（法語：La Chaussaire，法語發音：[la ʃosɛʁ] ⓘ）是法国曼恩-卢瓦尔省的一个旧市镇，属于绍莱区。2015年12月15日，拉绍赛尔和相邻的10个市镇合并为新市镇埃夫尔河畔蒙特勒沃（Montrevault-sur-Èvre）。

## 地理
拉绍赛尔（47°12'5"N, 1°8'47"W）面积12.2 平方千米，位于法国卢瓦尔河地区大区曼恩-卢瓦尔省，该省份为法国西部内陆省份，大致对应安茹地区，北起顺时针与马耶讷省、萨尔特省、安德尔-卢瓦尔省、维埃纳省、德塞夫勒省、旺代省、大西洋卢瓦尔省和伊勒-维莱讷省接壤。
与拉绍赛尔接壤的市镇（或旧市镇、城区）包括：拉勒格里皮耶尔、拉勒莫迪耶尔、热斯泰、勒皮塞-多雷。
拉绍赛尔的时区为UTC+01:00、UTC+02:00（夏令时）。

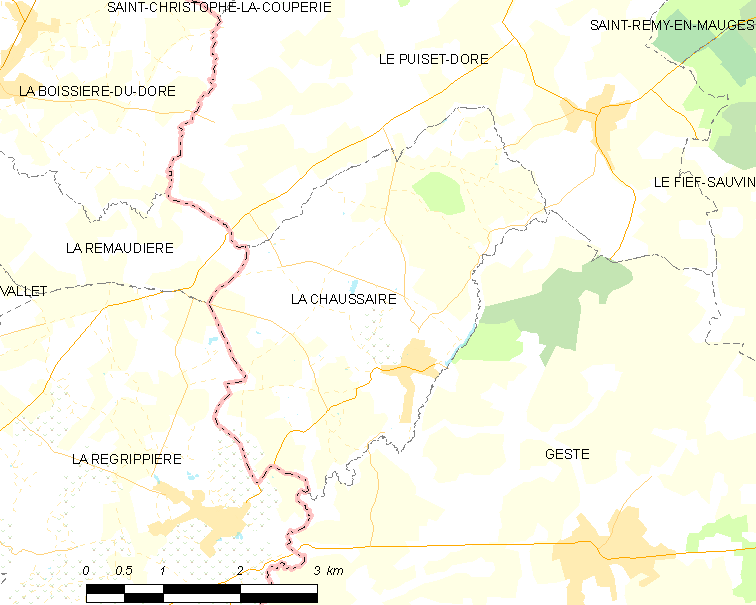
拉绍赛尔的OSM定位图

## 行政
拉绍赛尔的邮政编码为49600，INSEE市镇编码为49085。

## 政治
拉绍赛尔所属的省级选区为莫日地区博普雷欧县。

## 人口

1962-2008年间拉绍赛尔人口变化图示

拉绍赛尔于2018年1月1日时的人口数量为845人。